# حادث تحطم طائرة فاريغ رحلة 797
فاريغ الرحلة 797 طائرة بوينغ 707-320C كانت تحمل علي متنها 39 راكبا و12 من أفراد الطاقم في رحلة طيران من أبيدجان إلي ريو دي جانيرو في 3 يناير 1987.
والطائرة كانت بقيادة الكابتن جوليو سيزار كارنيرو كوريا البالغ من العمر 38 عاما ذا خبرة طيران للشركة لمدة 15 عاما والمساعد أول نيلسون فيغيريدو البالغ من العمر 29 عاما ذات خبرة طيران للشركة لمدة 6 سنوات ومهندس الرحلة يوجينيو كاردوسو البالغ من العمر 37 عاما ذات خبرة طيران للشركة لمدة 14 عاما وبعد الإقلاع تسبب انفجار حريق في المحرك بانحراف الطائرة 270 درجة معكوسة وقد حاول الطاقم الانحراف 380 درجة للسيطرة علي الطائرة ولكن حريق المحرك وانفجارها بعد الإقلاع تسبب بتعطيل الأنظمة الهيدروليكية فوق الجناح وقد حاول الطاقم السيطرة على الطائرة بقوة دفع المحركات وقام مهندس الرحلة بتفريغ الوقود ولكن الطائرة تحطمت في الغابات النائية للمطار ونجا شخصان فقط من التحطم وهما البريطاني أحمد وانسا البالغ من العمر 37 عاما (21 مارس 1949 لندن - 7 يناير 1987 باريس) توفي بعد 4 أيام من التحطم على متن طائرة سويسرية كانت قد وصلت لباريس بعمر 37 عاما بعد أن أصيب بحروق في جسده بنسبة 90% ودكتور جامعة من ساحل العاج وهو البروفيسور نيوبا يسوه بعد أن أصيب بحروق في جسده بأقل من نسبة 20% (12 سبتمبر 1942 أبيدجان - 4 مارس 2015 أبيدجان) وكان قد توفي البروفيسور نيوبا يسوه بنوبة قلبية بعمر 72 عاما في 4 مارس 2015.